# Декларативна памет
Декларативната памет е аспект на човешката памет, където се складират факти. Нарича се така, защото се свързва със спомени, които могат да бъдат съзнателно дискутирани или декларирани. Тя контрастира с процедурната памет, която се прилага към уменията. Декларативната памет е обект на забравянето, но лесно достъпните спомени могат да се съхраняват неопределено дълго време. Декларативните спомени най-добре се установяват чрез използването на активно припомняне, комбинирано с мнемонични техники и пространствено повторение.

## Видове декларативна памет
Има два вида декларативна памет:
Семантична паметТеоретично знание независимо от време и място; частица информация (например знанието, че ябълката е „плод“).
Епизодична паметФактическо знание за лични преживявания в специфично място и време.
Някои от хората вярват, че епизодичната и семантичната памет всъщност са един вид памет. Обаче повечето вярват, че те са различни и наистина са отделни.